# Kao the Kangaroo (serie di videogiochi)
Kao the Kangaroo (polacco: Kangurek Kao) è una serie di videogiochi a piattaforme sviluppata e pubblicata dallo studio polacco Tate Multimedia. Il protagonista della serie è Kao, un giovane canguro australiano. La serie è stata molto attiva nei primi anni 2000 prima di entrare in uno stato di pausa indefinito. È stata poi oggetto di un revival nel 2020, in occasione dell'anniversario dei 20 anni dall'uscita del primo gioco, Kao the Kangaroo, a seguito del cui successo è prevista l'uscita di un nuovo titolo per il 2022.

## Videogiochi

### Serie principale
Kao the Kangaroo (2000)
Il primo gioco della serie, pubblicato nel 2000 per Microsoft Windows, Dreamcast e Game Boy Advance. La versione per GBA differisce totalmente dalle versioni principali.
Kao the Kangaroo Round 2 (2003)
Seguito del primo titolo, pubblicato nel 2003 per Microsoft Windows, Xbox, PlayStation 2 e GameCube.
Nel giugno 2020 gioco è stato offerto gratuitamente su Steam.
Kao the Kangaroo: Mystery of the Volcano (2005)
Seguito del secondo gioco e terzo capitolo della serie principale, pubblicato in esclusiva per Microsoft Windows nel 2005. In questo gioco, Kao viaggia per un arcipelago per raccogliere quattro artefatti che gli serviranno per sopraffare le forze maligne del vulcano, cercando di entrarci per sconfiggere il Dio del Vulcano e liberare il suo amico.
Kao the Kangaroo (2022)
Un videogioco reboot della serie, pubblicato il 27 maggio 2022 per le console N. Switch, PlayStation 4 & 5, Xbox Series e PC. Kao parte in un viaggio per trovare sua sorella Kaia, che è scomparsa, e scoprire il segreto di suo padre, anch'egli scomparso da tempo. Include anche un crossover con la serie Yooka-Laylee.

### Spin-off
Kao Challengers (2005)
Un remake del secondo capitolo della serie principale, pubblicato in esclusiva per PlayStation Portable nel 2005.